# Liste de mandolinistes
Vous pouvez aider à l'améliorer ou bien discuter des problèmes sur sa page de discussion.
- Il ne cite pas suffisamment ses sources. Vous pouvez indiquer les passages à sourcer avec {{référence nécessaire}} ou {{Référence souhaitée}}, et inclure les références utiles en les liant aux notes de bas de page. (Marqué depuis avril 2018)
- Il a besoin d'un nouveau plan. (Marqué depuis décembre 2018)

- Archive Wikiwix
- Bing
- Cairn
- DuckDuckGo
- E. Universalis
- Gallica
- Google
- G. Books
- G. News
- G. Scholar
- Persée
- Qwant
- (zh) Baidu
- (ru) Yandex
- (wd) trouver des œuvres sur Wikidata

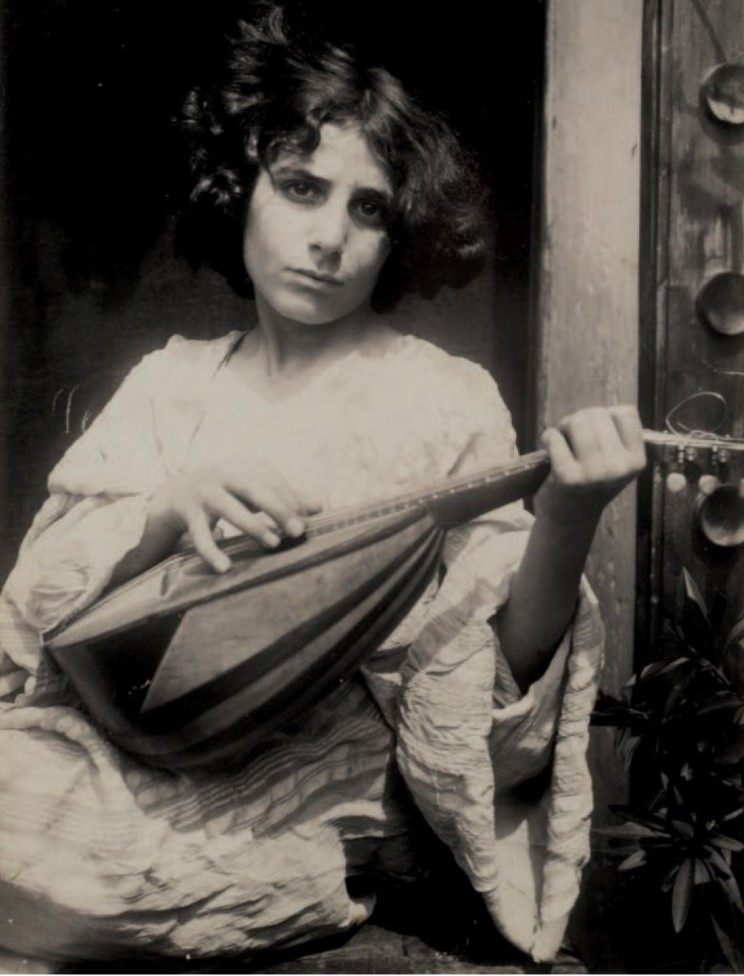
Enfant jouant de la mandoline de Guglielmo Plüschow, 1907.

Cet article est une liste de mandolinistes. Les instruments de la famille des mandolines sont populaires dans de nombreux genres musicaux et régions du monde, comme les musiques folkloriques ou populaires, le bluegrass, le blues et le jazz.

## Musique classique

### 1700
- Carlo Sodi (1715-1788)[1]
- Pietro Denis (1720-1790)[2]
- Gabriele Leone (1732-1770)
- Bartolomeo Bortolazzi (1733-1820)[3]
- Giovanni Cifolelli (v.1740-1780)[4]
- Mademoiselle de Villeneuve (v.1740-v.1780)[5]
- Alexandro Marie Antoin Fridzeri (1741-1825)[6]

### 1750
- Wenzel Krumpholz (1750-1870)
- Jan Křtitel Kuchař (1751–1829)
- Friedrich August Baumbach (1753–1813)
- Federigo Fiorillo (1755–1823)
- Giovanni Fouchetti (1757-1789)[7]
- Giovanni Battista Gervasio (v.1762-1784)
- Vincent Houška (1766-1840) (Tchécoslovaquie)[8]
- Giovanni Hoffmann  (v.1770-1814/40) (ou Johann Hoffmann, Vienne)[9]
- Bartolomeo Bortolazzi (en) (1772-1846)
- Carlo Antonio Gambara (v.1780-v.1830)
- Pietro Vimercati (v.1780-1850)[10]
- Luigi Castellacci (1797-1845)

### 1800
- Giovanni Vailati (1815-1890)[11]
- Eduardo Mezzacapo (1832-1898)[7]
- Giuseppe Branzoli (1835-1909) (Italie)
- Serafino Alassio (1836–1915)
- Carmine de Laurentiis (v.1840-v.1890)[12]
- Giuseppe Silvestri (1841-1921)
- Pietro Armanini (1844-1895) (Italie)
- Ferdinando de Cristofaro (1846-1890)
- Giuseppe Bellenghi (1847-1902)

### 1850
- Jean Pietrapertosa (1855-1940)
- Baldomero Cateura (1856-1929)
- Carlo Munier ( 1859-1911) (Italie)
- Carlo Curti (1859-1926, Italie, USA et Mexique)[13]
- Arling Shaeffer (1859-1938, USA)
- Raffaele Calace (1863-1934, Italie)
- Hiruma Kenpachi (1864–1936)
- Clarence L. Partee (1864-1915, Italie et USA)
- Herbert J. Ellis (1865-1903)
- Michele Fasano (1867–1935 (?))
- Jules Cottin (1868-1922)
- Vittorio Monti (1868–1922)
- George H. Hucke (1868-1903)
- Seth Weeks (1868-1953) (USA)
- Heinrich Albert (1870–1950)
- W. Eugene Page (v.1870-v.1920, USA)
- Michele Fasano (v.1870-v.1940) (Italie, Angleterre)
- Salvador Léonardi (1872-1938, Italie)
- Carl Henze (1872–1946)
- Valentine Abt (1873-1942) (USA)
- Bob Yosco (1874-1942) (Italie, USA)
- Mario Macciochi (1874-1955) (Italie, France)
- Michele Salvatore Ciociano (1874-1944) (Italie)[14],[15]
- Giuseppe Pettine (1874-1966) (Italie, USA)
- Samuel Siegel (1875-1948) (USA)
- Edgar Bara (1876-1962)
- Nikolaos Lavdas (1879-1940)
- Bernardo De Pace (1881-1966)[16]
- James Reese Europe (1881-1919, USA)
- Silvio Ranieri (1882–1956, Italie)
- Giovanni Gioviale (1885-1949, Italie)
- Jeanne Ricada-Mathorez (1887-1980, France)
- Morishige Takei (1890-1949) (Japon)

### 1900
- Rudy Cipolla (1900-2000)
- Jiro Nakano (1902-2000, Japon)
- Konrad Wölki (1904-1983, Allemagne)
- Giovanni Vicari (1905-1985, USA)[17]
- Nino Catania (1907-1985, Italie)
- Giuseppe Anedda (1912-1997)
- Matteo Casserino (1913-2001)
- Kurt Jensen (1913-2011, Australie)
- Dahmane El Harrachi (1926-1980)
- Ursula Horn (1932–2015)
- Takashi Ochi (1934-2010, Japon)
- Yasuo Kuwahara (1946-2003, Japon)
- Vittorio Orabona (1945-2021, Naples, Italie)[18]

### Contemporains
- Avi Avital
- Florentino Calvo
- Vincent Beer-Demander
- Fabio Gallucci
- Hamilton de Holanda
- Caterina Lichtenberg
- Julien Martineau
- Ugo Orlandi
- Jimmy Page
- Dave Pegg
- Jean-Pierre Riou
- Pierre Sangra
- Anatoly Semikozov
- Yann Tiersen
- Patrick Vaillant
- Bülent Yazici

### Chefs d'orchestres
- Sylvain Dagosto
- Mario Maciocchi

## Bluegrass

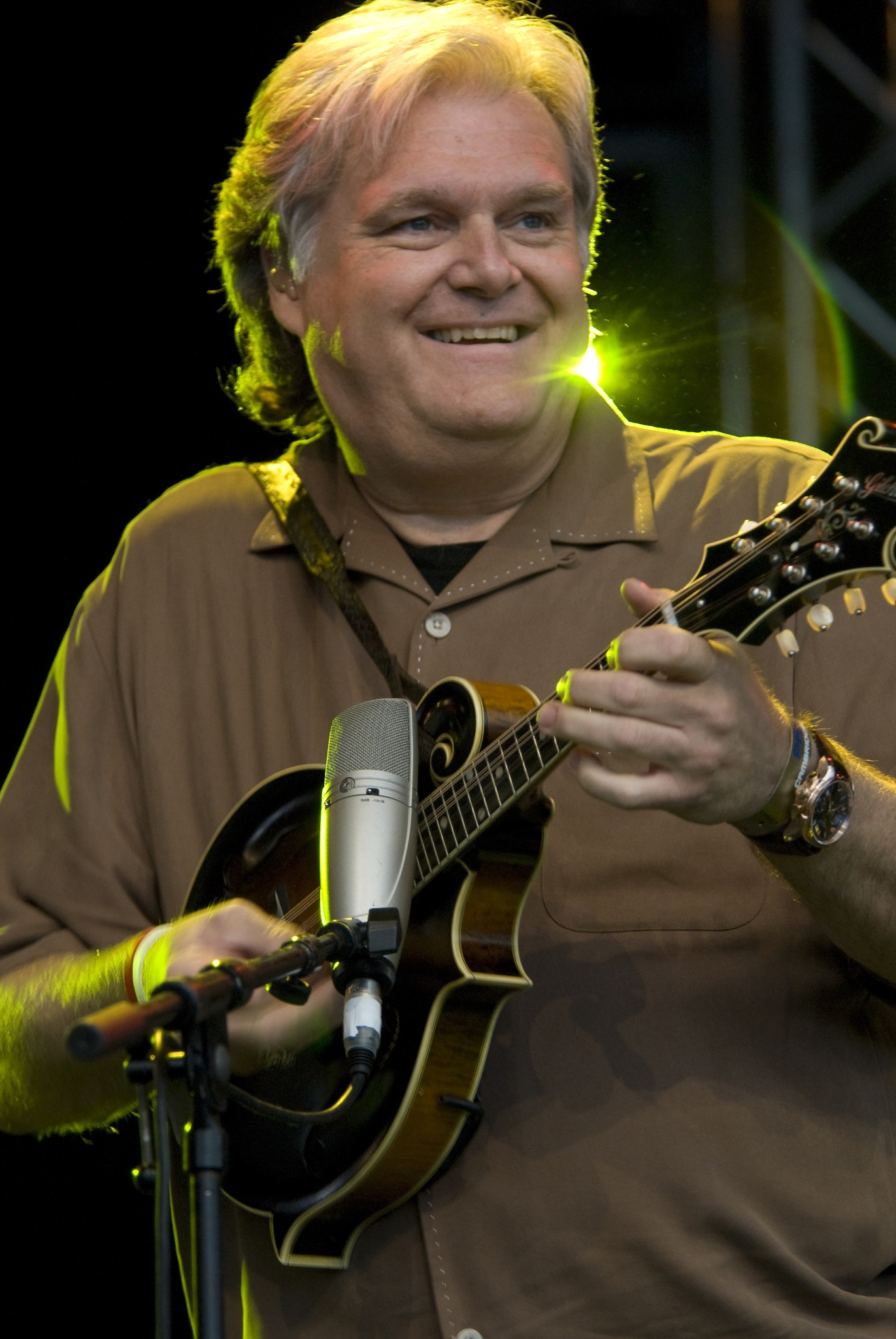
Ricky Skaggs à la mandoline.

Le style de Bill Monroe, qui reste la référence pour de nombreux mandolinistes de bluegrass, reposait sur la capacité à suggérer la mélodie à l'aide de trémolos ou de suites d'accords. Il restait très proche de celui du violon car la main doit y alterner les mouvements de haut en bas, et de bas en haut, même lorsque le plectre ne touche pas les cordes, comme si elle était un archet. D'autres mandolinistes bluegrass, comme Andy Statman, ont été plus influencés par le jeu de crosspicking qui fut mis au point, par imitation des roulements de banjo d'Earl Scruggs, par Jesse McReynolds.
- Bill Monroe (1911-1996, USA)[21]
- Charlie Bailey (1916-2004, USA)
- John Duffey (1934-1996, USA)
- Pierre Bensusan
- Joe Booher
- Jerry Garcia
- Jimmy Gaudreau
- David Grisman[21]
- David Harvey
- Chris Hillman
- Martie Maguire
- Jesse McReynolds
- Jacky Molard
- Emily Robison
- Ricky Skaggs[21]
- Andy Statman
- Chris Thile[21]
- Dan Tyminski

## Country
- Karl Davis (1905-1979) (USA)
- Howard Armstrong (1909-2003)
- Bill Bolick (1919-1998) (USA)
- Jethro Burns (1920-1989) (USA) (aussi bluegrass et jazz)
- Tut Taylor (1923-2015) (USA)
- Pee Wee Lambert (1924-1965) (USA)
- Mike Seeger (1933-2009) (USA)
- Mike Blakely
- Steve Earle
- Jesse McReynolds
- Bill Monroe

## Jazz et blues

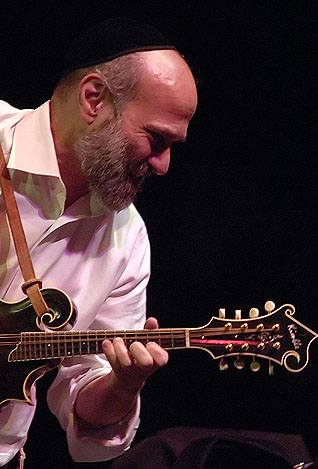
Andy Statman.

- Coley Jones (v.1880–v.1930, USA, blues)
- Dave Apollon (1898-1972, USA, jazz)
- Bobbie Leecan (1897-1946) (USA, blues)
- John Abercrombie
- Ry Cooder
- Rory Gallagher
- David Grisman
- Jean-Louis Mahjun
- Yank Rachell
- Andy Statman
- Chris Thile

## Musique celtique
- Alan Doyle
- Ryan Foltz
- Andy Irvine
- Dónal Lunny
- Jean-Pierre Riou

## Old-time
- Orpha Powers (1887-1940, USA, aussi country)
- Johnny Gimble
- Charlie McCoy

## Rock, pop et folk
- Peter Buck
- Alan Doyle
- John Paul Jones
- Eric McFadden
- Marcus Mumford
- Dave Pegg
- Jean-Pierre Riou
- Pierre Sangra
- Pete Seeger
- Patrick Vaillant

## World
- Jacob do Bandolim (1918-1969, Brésil) (Choro, Samba-canção)
- Hadj El Anka
- Dahmane El Harrachi
- Hamilton de Holanda
- Lounès Matoub
- Panayótis Toúndas
- Patrick Vaillant